# Macrohymenium rufum
Macrohymenium rufum là một loài Rêu trong họ Sematophyllaceae. Loài này được (Reinw. & Hornsch.) Müll. Hal. mô tả khoa học đầu tiên năm 1847.